# Hugh Bradner
Hugh Bradner (ur. 5 listopada 1915, zm. 5 maja 2008 San Diego) – amerykański fizyk i wynalazca ubrania z pianki neoprenowej, używanego w sportach wodnych do ochrony przed utratą ciepła.
Był profesorem w Instytucie Oceanografii Scrippsów od 1961 roku. Współpracował z nurkami ze Scripps eksperymentującymi w tym czasie z regulatorami do nurkowania wynalezionymi przez Jacques’a Cousteau oraz Emila Gagnana. Pierwsze testy przeprowadzono w basenie w La Jolla Beach and Tennis Club blisko Scripps.